# Décathlon aux championnats du monde d'athlétisme 2015
Pour un article plus général, voir Championnats du monde d'athlétisme 2015.
Navigation
Moscou 2013 Londres 2017
Le concours du décathlon des championnats du monde de 2015 s'est déroulé les 28 et 29 août 2015 dans le Stade national, le stade olympique de Pékin. il est remporté par l'Américain Ashton Eaton

## Records et performances

### Records
Les records du décathlon (mondial, des championnats et par continent) étaient avant les championnats 2015 les suivants.
| Record                    | Athlète         | Pays           | Points       | Lieu         | Date              |
| ------------------------- | --------------- | -------------- | ------------ | ------------ | ----------------- |
| Record du monde           | Ashton Eaton    | États-Unis     | 9 039 points | Eugene       | 23 juin 2012      |
| Record des championnats   | Tomáš Dvořák    | Tchéquie       | 8 902 points | Edmonton     | 7 août 2001       |
| Record d'Afrique          | Willem Coertzen | Afrique du Sud | 8 398 points | Götzis       | 31 mai 2015       |
| Record d'Asie             | Dmitriy Karpov  | Kazakhstan     | 8 725 points | Athènes      | 24 août 2004      |
| Record d'Amérique du Nord | Ashton Eaton    | États-Unis     | 9 039 points | Eugene       | 23 juin 2012      |
| Record d'Amérique du Sud  | Carlos Chinin   | Brésil         | 8 393 points | São Paulo    | 7-8 juin 2013     |
| Record d'Europe           | Roman Šebrle    | Tchéquie       | 9 026 points | Götzis       | 27 mai 2001       |
| Record d'Océanie          | Jagan Hames     | Australie      | 8 490 points | Kuala Lumpur | 18 septembre 1998 |

### Meilleures performances de l'année 2015
Les dix meilleurs athlètes 2015 sont, avant les championnats, les suivants.
| Rang | Athlète          | Pays           | Points | Lieu     | Date             | 100 mètres | Saut en longueur | Lancer du poids | Saut en hauteur | 400 mètres | 110 m haies | Lancer du disque | Saut à la perche | Lancer du javelot | 1 500 mètres  |
| ---- | ---------------- | -------------- | ------ | -------- | ---------------- | ---------- | ---------------- | --------------- | --------------- | ---------- | ----------- | ---------------- | ---------------- | ----------------- | ------------- |
| 1    | Trey Hardee      | États-Unis     | 8 725  | Eugene   | 26 juin 2015     | 10 s 48    | 7,21 m           | 14,55 m         | 1,97 m          | 48 s 41    | 13 s 71     | 52,05 m          | 5,35 m           | 61,92 m           | 4 min 45 s 77 |
| 2    | Damian Warner    | Canada         | 8 659  | Toronto  | 23 juillet 2015  | 10 s 28    | 7,68 m           | 14,36 m         | 1,97 m          | 47 s 66    | 13 s 44     | 47,56 m          | 4,60 m           | 61,53 m           | 4 min 24 s 59 |
| 3    | Kevin Mayer      | France         | 8 469  | Arona    | 7 juin 2015      | 11 s 12    | 7,42 m           | 15,33 m         | 1,98 m          | 48 s 91    | 14 s 44     | 45,83 m          | 5,35 m           | 63,46 m           | 4 min 29 s 59 |
| 4    | Kai Kazmirek     | Allemagne      | 8 462  | Götzis   | 31 mai 2015      | 10 s 78    | 7,56 m           | 13,85 m         | 2,09 m          | 47 s 30    | 14 s 52     | 40,96 m          | 5,10 m           | 64,45 m           | 4 min 34 s 61 |
| 5    | Michael Schrader | Allemagne      | 8 419  | Ratingen | 1er juillet 2015 | 10 s 78    | 7,81 m           | 14,80 m         | 1,92 m          | 48 s 19    | 14 s 08     | 44,97 m          | 5,00 m           | 56,57 m           | 4 min 27 s 28 |
| 6    | Willem Coertzen  | Afrique du Sud | 8 398  | Götzis   | 31 mai 2015      | 10 s 99    | 7,46 m           | 14,14 m         | 2,03 m          | 48 s 73    | 14 s 17     | 44,84 m          | 4,60 m           | 68,43 m           | 4 min 22 s 22 |
| 7    | Rico Freimuth    | Allemagne      | 8 380  | Götzis   | 31 mai 2015      | 10 s 53    | 7,54 m           | 15,47 m         | 1,91 m          | 48 s 70    | 13 s 99     | 48,07 m          | 4,80 m           | 60,96 m           | 4 min 46 s 16 |
| 8    | Ilya Shkurenev   | Russie         | 8 378  | Aubagne  | 5 juillet 2015   | 11 s 05    | 7,55 m           | 14,24 m         | 2,10 m          | 49 s 40    | 14 s 32     | 45,99 m          | 5,30 m           | 56,93 m           | 4 min 39 s 51 |
| 9    | Maicel Uibo      | Estonie        | 8 356  | Eugene   | 11 juin 2015     | 11 s 10    | 7,54 m           | 14,38 m         | 2,14 m          | 51 s 65    | 14 s 99     | 46,45 m          | 5,20 m           | 62,25 m           | 4 min 28 s 48 |
| 10   | Jeremy Taiwo     | États-Unis     | 8 303  | Götzis   | 31 mai 2015      | 10 s 95    | 7,57 m           | 13,95 m         | 2,15 m          | 48 s 29    | 14 s 47     | 43,16 m          | 4,90 m           | 49,22 m           | 4 min 19 s 64 |

## Médaillés
| Or           | Argent        | Bronze        |
| Ashton Eaton | Damian Warner | Rico Freimuth |

## Meilleures performances par épreuves
Lors des championnats du monde précédents, voici les meilleures performances réalisées lors des décathlons :
- 100 m : 10 s 34 par Chris Huffins (USA) en 1995
- Long. : 8,07 m par Tomáš Dvořák (CZE) en 2001
- Poids : 17,54 m par Michael Smith (CAN) en 1997
- Hauteur : 2,25 m par Christian Schenk (GDR) en 1987
- 400 m : 46 s 02 par Ashton Eaton (USA) en 2013
- Première journée : 4 638 points par Dean Macey en 2001
- 110 m h : 13 s 55 par Frank Busemann (GER) en 1997
- Disque : 53,68 m par Bryan Clay (USA) en 2005
- Perche : 5,50 m par Sébastien Levicq (FRA) en 1999
- Javelot : 75,19 m par Leonel Suárez (CUB) en 2009
- 1 500 m : 4 min 11 s 82 Beat Gähwiler (SUI) en 1991
- Score sur la deuxième journée : Sébastien Levicq (FRA) 4 380 en 1999

## Résultats
Après les dix épreuves.
| Classement         | Athlète                 | Nationalité    | Total | Note |
| ------------------ | ----------------------- | -------------- | ----- | ---- |
| Médaille d'or      | Ashton Eaton            | États-Unis     | 9045  | WR   |
| Médaille d'argent  | Damian Warner           | Canada         | 8695  | NR   |
| Médaille de bronze | Rico Freimuth           | Allemagne      | 8561  | PB   |
| 4                  | Ilya Shkurenyov         | Russie         | 8538  | PB   |
| 5                  | Larbi Bouraada          | Algérie        | 8461  | AR   |
| 6                  | Kai Kazmirek            | Allemagne      | 8448  |      |
| 7                  | Michael Schrader        | Allemagne      | 8418  |      |
| 8                  | Kurt Felix              | Grenade        | 8302  | NR   |
| 9                  | Oleksiy Kasyanov        | Ukraine        | 8262  | SB   |
| 10                 | Maicel Uibo             | Estonie        | 8245  |      |
| 11                 | Adam Sebastian Helcelet | Tchéquie       | 8234  | SB   |
| 12                 | Pieter Braun            | Pays-Bas       | 8114  |      |
| 13                 | Bastien Auzeil          | France         | 8093  |      |
| 14                 | Thomas Van der Plaetsen | Belgique       | 8035  | SB   |
| 15                 | Zachery Ziemek          | États-Unis     | 8006  |      |
| 16                 | Akihiko Nakamura        | Japon          | 7745  |      |
| 17                 | Paweł Wiesiołek         | Pologne        | 7705  |      |
| 18                 | Pau Tonnesen            | Espagne        | 7606  |      |
| 19                 | Janek Õiglane           | Estonie        | 7581  |      |
| 20                 | Keisuke Ushiro          | Japon          | 7532  |      |
| 21                 | Jorge Ureña             | Espagne        | 6858  |      |
| 22                 | Niels Pittomvils        | Belgique       | 6678  |      |
| -                  | Felipe dos Santos       | Brésil         | DNF   |      |
| -                  | Jeremy Taiwo            | États-Unis     | DNF   |      |
| -                  | Yordanis García         | Cuba           | DNF   |      |
| -                  | Eelco Sintnicolaas      | Pays-Bas       | DNF   |      |
| -                  | Willem Coertzen         | Afrique du Sud | DNF   |      |
| -                  | Luiz Alberto de Araújo  | Brésil         | DNF   |      |
| -                  | Trey Hardee             | États-Unis     | DNF   |      |

## Engagés
Pour se qualifier, il fallait avoir réalisé au moins 8 075 points entre le 1er janvier 2014 et le 10 août 2015.
Vingt-neuf décathloniens sont engagés (31 dans la liste provisoire), les principaux absents étant Andrei Krauchanka et Pelle Rietveld, en plus des Français Kévin Mayer, Gaël Querin et Florian Geffrouais.
1. Trey Hardee (USA), 8 725 points
2. Damian Warner (CAN) 8 659 pts
3. Ilya Shkurenev (RUS) 8 498 pts, 8 378 pts en 2015
4. Eelco Sintnicolaas (NED) 8 478 pts
5. Kai Kazmirek (GER) 8 471 pts
6. Michael Schrader (GER) 8 419 pts
7. Willem Coertzen (RSA) 8 398 pts
8. Rico Freimuth (GER) 8 380 pts
9. Maicel Uibo (EST) 8 356 pts
10. Yordanis García (CUB) 8 337 pts
11. Larbi Bouraada (ALG) 8 311 pts en 2014, champion d'Afrique
12. Keisuke Ushiro (JPN) 8 308 pts
13. Jeremy Taiwo (USA) 8 303 pts
14. Kurt Felix (GRN) 8 269 pts
15. Pau Tonnesen (ESP) 8 247 pts
16. Oleksiy Kasyanov (UKR) 8 231 pts
17. Pieter Braun (NED) 8 197 pts
18. Thomas Van der Plaetsen (BEL) 8 184 pts
19. Luiz Alberto de Araújo (BRA) 8 179 pts
20. Adam Sebastian Helcelet (CZE) 8 148 pts
21. Bastien Auzeil (FRA) 8 147 pts
22. Paweł Wiesiołek (POL) 8 140 pts
23. Zach Ziemek (USA) 8 107 pts
24. Akihiko Nakamura (JPN) 8 043 pts, champion d'Asie
25. Ashton Eaton (USA), champion du monde sortant
26. Niels Pittomvils (BEL) 8 049 pts, invité à compléter l'épreuve,
27. Felipe dos Santos (BRA) 8 019 pts, invité,
28. Jorge Ureña (ESP) 7 983 pts, invité,
29. Janek Õiglane (EST) 7 945 pts, invité.

Une analyse de la compétition avant qu'elle n'ait lieu peut être trouvée ici sur le site de l'IAAF. Le favori et champion sortant, Ashton Eaton, présente la particularité de n'avoir participé à aucune épreuve combinée depuis sa victoire aux Championnats du monde en salle en mars 2014.

## Légende
Records et Performances
- AR : Record continental (area record)
- CR : Record des championnats (championship record)
- MR : Record du meeting (meet record)
- NR : Record national (national record)
- OR : Record olympique (olympic record)
- PR : Record paralympique (paralympic record)
- PB : Record personnel (personal best)
- SB : Meilleure performance personnelle de la saison (season's best)
- WL : Meilleure performance mondiale de l'année (world leader)
- WJR : Record du monde junior (world junior record)
- WR : Record du monde (world record)

Circonstances et Conditions
- DNF : N'a pas terminé (did not finish)
- DNS : N'a pas pris le départ (did not start)
- DQ : Disqualification (disqualification)
- NM : Aucun essai valable enregistré (No Mark)
- Q : Qualifié « directement » au prochain tour (ou à la prochaine compétition), lors d'une compétition majeure, grâce au classement ou à la réalisation des minima (automatic qualifier)
- q : Qualifié au prochain tour (ou à la prochaine compétition), lors d'une compétition majeure, grâce au repêchage ou à la réalisation de l'une des meilleures performances parmi celles des « non qualifiés directement » (grâce au meilleur temps ou à la meilleure distance par exemple) (secondary qualifier)